# Roxie
Roxie – miasto w Stanach Zjednoczonych, w stanie Missisipi, w hrabstwie Franklin.